# Witteugelvliegenvanger
De witteugelvliegenvanger (Tregellasia leucops) is een zangvogel uit de familie Petroicidae (Australische vliegenvangers).

## Verspreiding en leefgebied
Deze soort komt voor in Nieuw-Guinea en het noordoosten van Australië en telt tien ondersoorten:
- T. l. leucops: noordwestelijk Nieuw-Guinea.
- T. l. mayri: westelijk Nieuw-Guinea.
- T. l. heurni: Weylandgebergte (het westelijke deel van het Sudirmangebergte in Papoea).
- T. l. nigroorbitalis: de zuidelijke helling van het Nassau- en Oranjegebergte (het westelijke deel van Centraal-Nieuw-Guinea).
- T. l. nigriceps: centraal Nieuw-Guinea.
- T. l. melanogenys: noordelijk en noordoostelijk Nieuw-Guinea.
- T. l. wahgiensis: het oostelijke deel van Centraal-Nieuw-Guinea.
- T. l. albifacies: zuidoostelijk Nieuw-Guinea.
- T. l. auricularis: zuidelijk Nieuw-Guinea.
- T. l. albigularis: noordoostelijk Australië.

## Status
De grootte van de populatie is niet gekwantificeerd maar de soort wordt omschreven als schaars tot algemeen in Nieuw-Guinea. In Australië is het verspreidingsgebied klein maar daar is de vogel wel algemeen. Op de Rode lijst van de IUCN heeft deze soort de status niet bedreigd.